# Burmannia cochinchinensis
Burmannia cochinchinensis är en enhjärtbladig växtart som beskrevs av François Gagnepain. Burmannia cochinchinensis ingår i släktet Burmannia och familjen Burmanniaceae. Inga underarter finns listade i Catalogue of Life.